# تشارلز لندبرغ

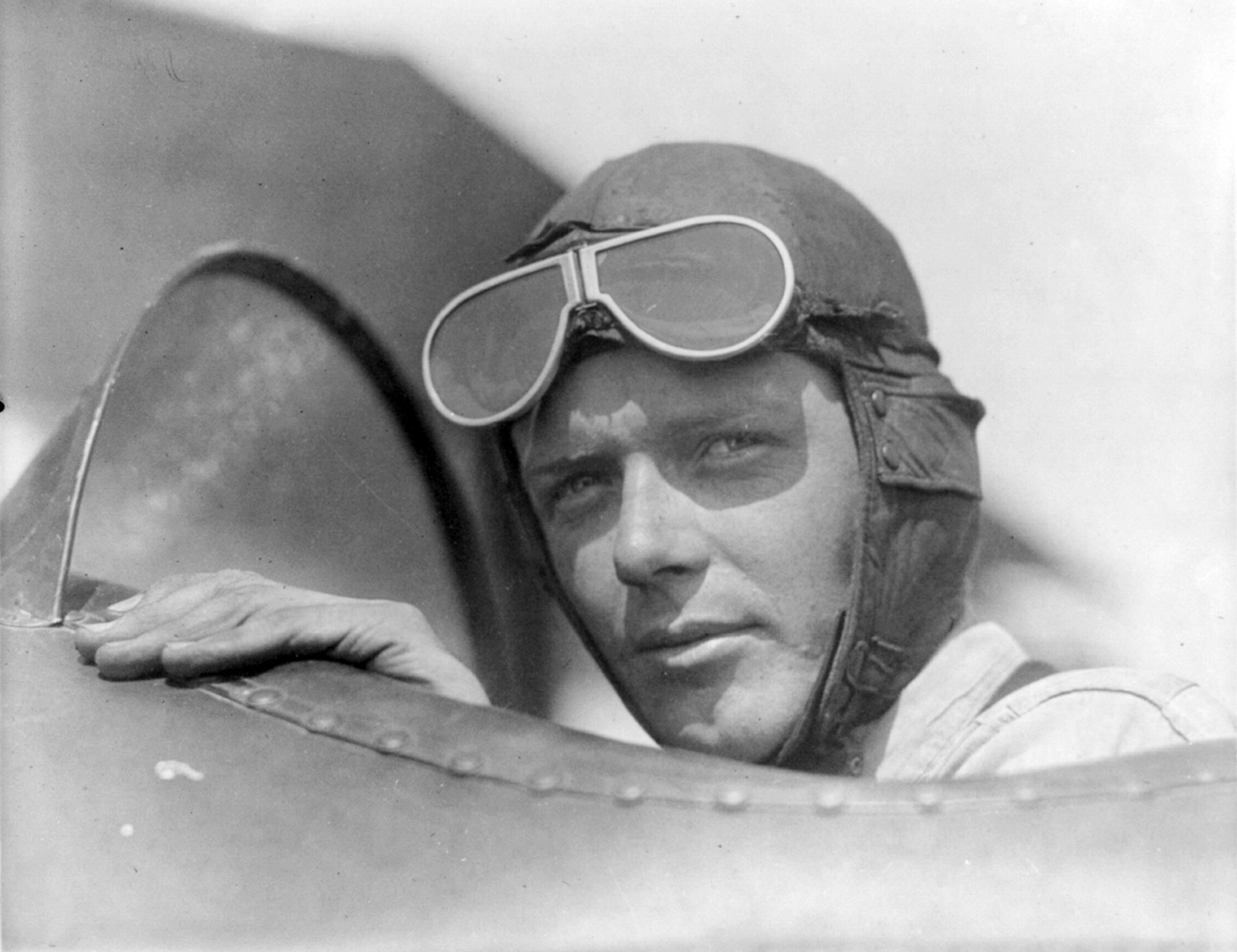
تشارلز لندبرغ

تشارلز لندبرغ، هو طيّار ومهندس أمريكي، يعتبر أول شخص عبر المحيط الأطلسي على متن طائرة، حائزاً على إعجاب الناس حول العالم.
ولد لندبرغ في ديترويت بولاية ميشيغان في 4 فبراير 1902. بدأ تعلم الطيران في 1922 عندما كان عمره 20 سنة. التحق لندبرغ بسلاح الجو الأمريكي ليتعلم المزيد من الطيران. قرر لندبرغ المحاولة للفوز بجائزة الأورتيغ التي قدرت قيمتها بـ25،000$. بمساعدة سكان مدينة سانت لويس، قام لندبرغ بتجهيز طائرة قامت بالمهمة في 20-21 مايو 1927.
عمل لندبرغ في مجال هندسة الطائرات خلال الحرب العالمية الثانية، كما كان مناصراً لحقوق الحيوان. توفي تشارلز لندبرغ في جزيرة ماوي في 26 أغسطس 1974.

## روابط خارجية
- تشارلز لندبرغ على موقع IMDb (الإنجليزية)
- تشارلز لندبرغ على موقع الموسوعة البريطانية (الإنجليزية)
- تشارلز لندبرغ على موقع الموسوعة البريطانية (الإنجليزية)
- تشارلز لندبرغ على موقع مونزينجر (الألمانية)
- تشارلز لندبرغ على موقع ميوزك برينز (الإنجليزية)
- تشارلز لندبرغ على موقع إن إن دي بي (الإنجليزية)
- تشارلز لندبرغ على موقع ديسكوغز (الإنجليزية)
- تشارلز لندبرغ على موقع قاعدة بيانات الفيلم (الإنجليزية)
- تشارلز لندبرغ على موقع أوليمبيديا (الإنجليزية)